# Tempo di residenza
Il tempo di residenza è una grandezza fisica, dimensionalmente omogenea all'unità di tempo (misurata dunque in unità SI con il secondo), che trova impiego in diverse discipline tra cui scienze della Terra, scienze ambientali e ingegneria chimica.

## Nelle scienze ambientali e della Terra
Viene utilizzato per descrivere il livello di dinamicità di un dato sistema che si trova in condizione di equilibrio dinamico. Data una certa riserva o comparto in cui è presente un elemento o sostanza chimica oggetto di studio, il tempo di residenza esprime il tempo medio in cui la specie chimica permane nel dato comparto.
Matematicamente il tempo di residenza t viene espresso dal rapporto
{\displaystyle t={\frac {Q_{i}}{F}}}
dove {\displaystyle Q_{i}} è la quantità di specie chimica nell'i-esimo comparto (quantità costante nel tempo, essendo in condizioni di equilibrio) e con F si indica il flusso entrante o uscente della medesima specie in relazione alla riserva in riferimento.

### Applicazioni
In oceanografia chimica il tempo di residenza di un elemento viene utilizzato per esprimere il tempo necessario affinché un dato elemento raggiunga nell'oceano una concentrazione eguale a quella di equilibrio. {\displaystyle Q_{i}} si ottiene moltiplicando la concentrazione media nell'oceano per il volume dell'oceano stesso (1,37×1021 l), mentre, considerato che per molti elementi il maggiore flusso entrante è dovuto ai fiumi, è possibile calcolare il flusso entrante conoscendo la concentrazione media nei fiumi e il tasso di immissione continentale (3,6×1016l/anno).
Altro esempio riguarda lo studio dei cicli biogeochimici. Consideriamo il ciclo dell'azoto atmosferico: le quantità di questo elemento sono praticamente costanti ed equivalgono a 3,87×1021 g, mentre il flusso uscente (azotofissazione, industria, combustione) è stimato in 2,8×1014g/anno. Effettuando il calcolo si ricava un tempo di residenza approssimato di quasi 14 milioni di anni.
Lo studio dei tempi di residenza assume anche fondamentale importanza nel calcolo relativo a specie inquinanti, come ad esempio i gas serra o i contaminanti delle acque.

## Nell'ingegneria chimica
Trova impiego specialmente nell'impiantistica industriale, e viene definito come:
{\displaystyle {\frac {V}{\tilde {V}}}=\tau }
con V volume (in m3) e {\displaystyle {\tilde {V}}} portata (in m3 s−1). Altro nome con cui viene identificato è tempo di permanenza. Generalmente serve a dare una descrizione quantitativa del tempo trascorso da un certo fluido con flusso costante all'interno di un reattore (CSTR o PFR).